# Luther (Iowa)
Pour les articles homonymes, voir Luther (homonymie).
Luther est une ville du comté de Boone, en Iowa, aux États-Unis. Elle est fondée en 1893 et incorporée le 29 décembre 1903.

## Source de la traduction
- (en) Cet article est partiellement ou en totalité issu de l’article de Wikipédia en anglais intitulé « Luther, Iowa » (voir la liste des auteurs).